# City Airport Train
City Airport Train (fork. CAT) er en hurtig togforbindelse i Østrig, der forbinder Wiens indre by med lufthavnen Flughafen Wien-Schwechat. CAT benytter samme strækning som Wiens S-Bane, der også betjener lufthavnen. CAT kører imidlertid nonstop, og gennemfører turen på 16 minutter, mens S-toget benytter 25 minutter. CAT kører med halv-times interval.
Togene benytter klimatiserede dobbeltdækkervogne, hvor sæder og indretning er særligt designet til denne togstrækning. Der er således gjort særlig plads til bagage i alle vogne. På stationen Wien Mitte, hvorfra toget udgår til lufthavnen, er der indrettet check-in skranke for passagerer, der rejser med Star Alliance og Aeroflot.
City Airport Train drives af selskabet "City Air Terminal Betriebsgesellschaft m.b.H.", der ejes af ÖBB (49,9%) og Flughafen Wien AG (50,1 %). CAT benytter eget billetsystem og prisniveauet er væsentligt højere end for S-banen. CAT henvender sig derfor primært med sit koncept og sine priser til et andet markedssegment end den kollektive trafik.